# Die sieben kleinen Monster
Die sieben kleinen Monster (Originaltitel: Seven Little Monsters; Alternativtitel: Maurice Sendak's Sieben kleine Monster) ist eine kanadische Zeichentrickserie, die zwischen 2000 und 2003 produziert wurde. Zielgruppe sind Kinder und Familien. Die Handlung basiert dabei auf den Büchern von dem Kinderbuchautor und Illustrator Maurice Sendak.

## Handlung und Charaktere
Die Serie dreht sich um sieben kleine Monster, die viele Abenteuer erleben und dabei wichtige Dinge über das Leben lernen und mit ihrer Mutter in der Chestnut Street Nummer 1234567 wohnen. Jedes Monster hat dabei eine eigene Nummer als Name und spezielle Eigenschaften und Fähigkeiten. 
- So ist die Nummer Eins, die Älteste von Allen und zugleich auch die am meist athletischste der sieben und kann als einzige fliegen. Allerdings ist sie auch eine Petze, wirkt sehr wie ein Tomboy und bringt die anderen oft in Schwierigkeiten. Dennoch setzt sie sich immer für die anderen ein.
- Nummer Zwei ist das hilfsbereiteste Monster der Sieben und hat eine lange Nase.
- Nummer Drei ist das am meisten dramatischste Monster mit schwankendem Persönlichkeiten und Verhalten, was die anderen oft in Schwierigkeiten bringt.
- Nummer Vier ist sehr ängstlich und manchmal etwas mürrisch. Er interessiert sich sehr für seinen jüngeren Bruder Fünf und die schwankenden Persönlichkeiten und Verhaltensweisen von Drei.
- Nummer Fünf ist noch sehr kindlich und spricht daher erst wenige Wörter. Außerdem hat er oft Hunger und liebt seine Geschwister sehr und entschuldigt sich für all seine Fehler.
- Nummer Sechs ist das Schönste Monster der Sieben und verhält sich wie eine Ballerina.
- Nummer Sieben ist der Größte und Jüngste der Sieben. Er kann außerdem seinen Kopf abnehmen und verhält sich immer sehr sanft gegenüber den anderen.

## Produktion und Veröffentlichung
Die Serie wurde zwischen 2000 und 2003 von Nelvana, Helix Animation, Philippine Animation Studio Inc., Suzhou Hong Ying Animation und Wild Things Productions in Kanada produziert. Dabei sind 4 Staffeln mit 54 Folgen entstanden, wovon allerdings nur die erste in einer deutschen Fassung ausgestrahlt wurde.
Erstmals wurde die Serie am 9. September 2000 auf PBS ausgestrahlt. Die deutsche Erstausstrahlung fand am 1. August 2001 auf Super RTL statt. Weitere Wiederholungen im deutschsprachigen Fernsehen erfolgten ebenfalls auf Fix & Foxi, KidsCo und eoTV statt. Zudem wurde die Serie auf DVD veröffentlicht.

## Episodenliste

### Staffel 1
| Folge (gesamt) | Folge (Staffel) | deutscher Titel                       | deutsche Erstausstrahlung | Originaltitel                   | Originalausstrahlung |
| 1              | 01              | Guten Morgen, Monster                 | 01.08.2001                | Good Morning!                   | 09.09.2000           |
| 2              | 02              | Gute Nacht, Monster                   | 02.08.2001                | Good Night!                     | 16.09.2000           |
| 3              | 03              | Das Rätsel um den verschwundenen Fünf | 03.08.2001                | The Mystery Of The Missing Five | 23.09.2000           |
| 4              | 04              | Sieben kleine Monster und ein Baby    | 06.08.2001                | Seven Monsters And A Baby       | 30.09.2000           |
| 5              | 05              | Eine reizende Familie                 | 07.08.2001                | Are You My Family?              | 07.10.2000           |
| 6              | 06              | Bitte, lieber Postbote                | 08.08.2001                | Please Mr. Postman              | 14.10.2000           |
| 7              | 07              | Doktor Drei                           | 09.08.2001                | Doctor, Doctor!                 | 21.10.2000           |
| 8              | 08              | Hier kommt Mary                       | 10.08.2001                | Along Comes Mary                | 28.10.2000           |
| 9              | 09              | Des Monsters bester Freund            | 13.08.2001                | A Monster’s Best Friend         | 04.11.2000           |
| 10             | 10              | Gespensternacht                       | 14.08.2001                | Spooky                          | 11.11.2000           |
| 11             | 11              | Wundersamer Pucki                     | 15.08.2001                | The Plooky                      | 18.11.2000           |
| 12             | 12              | Faires Spiel                          | 16.08.2001                | Fair Play                       | 25.11.2000           |
| 13             | 13              | Verloren und gefunden                 | 17.08.2001                | Lost And Found                  | 02.12.2000           |

### Staffel 2
| Folge (gesamt) | Folge (Staffel) | Originaltitel                 | Originalausstrahlung |
| 14             | 01              | Losing Sam                    | 08.09.2001           |
| 15             | 02              | Out Of Sight                  | 15.09.2001           |
| 16             | 03              | All The Marbles               | 22.09.2001           |
| 17             | 04              | The Whole Tooth               | 29.09.2001           |
| 18             | 05              | My Fair One                   | 06.10.2001           |
| 19             | 06              | Splitting Hairs               | 13.10.2001           |
| 20             | 07              | Elephant!                     | 20.10.2001           |
| 21             | 08              | A Day At The Firehouse        | 27.10.2001           |
| 22             | 09              | Runaway Mom                   | 03.11.2001           |
| 23             | 10              | You Are What You Eat          | 10.11.2001           |
| 24             | 11              | April Fools                   | 17.11.2001           |
| 25             | 12              | It’s A Wonder-Four Life       | 24.11.2001           |
| 26             | 13              | The Adventures Of Super Three | 01.12.2001           |

### Staffel 3
| Folge (gesamt) | Folge (Staffel) | Originaltitel                        | Originalausstrahlung |
| 27             | 01              | Voyage To The Bottom Of A Cereal Box | 06.01.2003           |
| 28             | 02              | Bang! Zoom! To The Moon!             | 07.01.2003           |
| 29             | 03              | All’s Quiet On The Monster Front     | 08.01.2003           |
| 30             | 04              | Guys And Dolls                       | 09.01.2003           |
| 31             | 05              | Drip, Drip, Drip!                    | 10.01.2003           |
| 32             | 06              | Ahoy, Me Monsters                    | 13.01.2003           |
| 33             | 07              | Ear Spy                              | 14.01.2003           |
| 34             | 08              | High Noon                            | 15.01.2003           |
| 35             | 09              | I’m Telling!                         | 16.01.2003           |
| 36             | 10              | Nightmare On Chestnut Street         | 17.01.2003           |
| 37             | 11              | No Place Like Home                   | 20.01.2003           |
| 38             | 12              | Dinner For Breakfast                 | 21.01.2003           |
| 39             | 13              | A Pony Tale                          | 22.01.2003           |
| 40             | 14              | My Favorite Crustacean               | 23.01.2003           |
| 41             | 15              | Pennies For Seven                    | 24.01.2003           |
| 42             | 16              | The Nose Knows                       | 27.01.2003           |
| 43             | 17              | Gone But Not Four-Gotten             | 28.01.2003           |
| 44             | 18              | The Winning Streak                   | 29.01.2003           |
| 45             | 19              | A Clean Sweep                        | 30.01.2003           |
| 46             | 20              | The Two Who Cried Ouch               | 31.01.2003           |
| 47             | 21              | The Monster Trash                    | 03.02.2003           |
| 48             | 22              | The Bad Hop                          | 04.02.2003           |
| 49             | 23              | A Five-y Tale                        | 05.02.2003           |
| 50             | 24              | The Big Store                        | 06.02.2003           |

### Staffel 4
| Folge (gesamt) | Folge (Staffel) | Originaltitel         | Originalausstrahlung |
| 51             | 01              | These Are Your Lives! | 02.10.2003           |
| 52             | 02              | The Bad Word          | 03.10.2003           |
| 53             | 03              | Don’t Pass Go         | 06.10.2003           |
| 54             | 04              | And Baby Makes Eight  | 07.10.2003           |